# Irmãs Franciscanas da Imaculada
As Irmãs Franciscanas da Imaculada, (em latim: Congregatio Sororum Franciscanorum Immaculatae) são uma congregação religiosa feminina católica sob direitos pontifícios fundada em 1982 na Itália pelo Pe. Stefano M. Manelli e Pe. Gabriele M. Pellettieri. É o ramo feminino dos Frades Franciscanos da Imaculada.

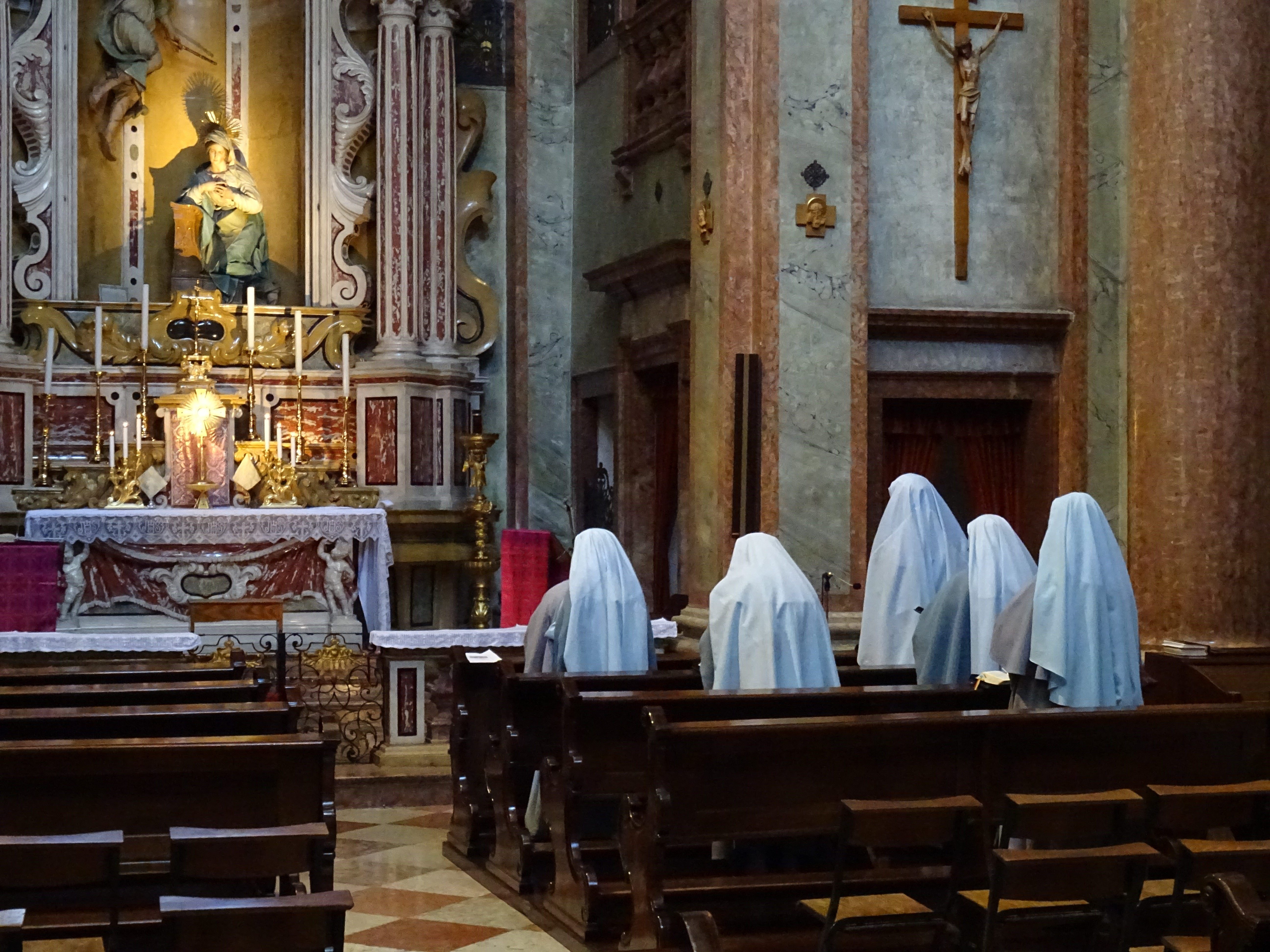
Irmãs Franciscanas da Imaculada em oração

## História da Congregação
As origens da congregação remontam a 1969, quando o Padre Stefano, OFMConv. enviou uma carta na véspera de Natal ao Superior Geral dos Frades Menores Franciscanos Conventuais, Padre Basilio Heiser, pedindo sua permissão para iniciar uma nova forma de vida franciscana, próxima às origens, ou seja, à regra religiosa formulada por São Francisco. O Superior Geral da Ordem encarregou o Padre Manelli de escrever um programa para tal comunidade. Daí a criação da "Rota da Vida Franciscana Renovada Hoje", que desde 1982 leva o nome de "Rota Mariana da Vida Franciscana".
O Pe. Basilio Heiser aprovou o projeto em 21 de abril de 1970. Ele também encorajou o Padre Stefano a encontrar um companheiro com quem pudesse começar uma nova experiência. A escolha recaiu sobre o Padre Gabriele M. Pellettieri. Em 2 de agosto do mesmo ano, os dois padres chegaram a Frigento, onde tentaram reproduzir da maneira mais perfeita possível o modelo estabelecido pelas primeiras comunidades franciscanas formadas em Porciúncula. O convento de Frigento era chamado de "Casa de Maria". Todos os conventuais posteriores dos Franciscanos da Imaculada também foram assim chamados.
A Casa de Maria foi adquirindo um caráter próprio, tanto na maneira como conduzia sua vida comunitária quanto em seus trabalhos apostólicos, e sua distinção se tornou cada vez mais percebida ao longo dos anos. Por isso, o Capítulo Provincial Extraordinário, convocado em Nápoles em 1989, reconheceu a Comunidade de Frigento como o lugar onde amadureceu um novo carisma, que não se enquadrava no quadro das Constituições da Ordem dos Frades Menores Conventuais. O assunto foi submetido ao Papa João Paulo II, que em 1990 concedeu ao Arcebispo Beneventu Carlo Minchiatti a autoridade para erigir um novo Instituto Religioso sob direitos diocesanos. O instituto foi denominado Franciscanos da Imaculada. Oito anos depois, em 1 de Janeiro de 1998, recebeu a aprovação papal.

### Ramo feminino
Paralelamente à ordem masculina, desenvolveu-se seu ramo feminino. Teve origem nas Filipinas, onde em 1982 um grupo de meninas lideradas pelo Pe. Gabriel fundou uma comunidade reconhecida pelo Cardeal J. Sin, então Arcebispo de Manila. Em 1988, a comunidade mudou-se para a Itália e em 2 de agosto de 1993 ganhou a categoria de Instituto com direitos diocesanos, que recebeu a aprovação papal em 23 de junho de 1998.

## Carisma da Congregação
O carisma dos Frades Franciscanos da Imaculada se baseia na Regra Aprovada de São Francisco de Assis (1181-1226) e no "Caminho Mariano de Vida Franciscana", que expressa sua dimensão mariana. Esses documentos estão contidos no chamado "Livro da Santificação" e, juntamente com as Constituições e o Diretório, formam um conjunto completo de regras que regem a vida religiosa da congregação. A premissa principal do carisma é retornar às fontes do franciscanismo e vivê-lo no estilo das primeiras comunidades da Ordem Franciscana, especialmente aquelas presentes na Porciúncula. Outra importante fonte de inspiração é a espiritualidade de São Maximiliano Maria Kolbe (1894-1941) e os mosteiros por ele fundados em Niepokalanow e Nagasaki, orientados para a atividade apostólica de difusão da devoção a Santa Maria.  Os hábitos são azul-acinzentados e eles usam a Medalha Milagrosa. Como outras comunidades religiosas, eles professam os conselhos evangélicos de pobreza, castidade e obediência, mas também fazem um quarto voto “mariano” pelo qual se consagram à Mãe de Deus.

### Voto Mariano
A expressão mais específica deste carisma é o voto de devoção irrestrita à Imaculada, chamado Voto Mariano, emitido na profissão religiosa como o primeiro dos quatro votos (dos quais os outros correspondem aos conselhos evangélicos). Como indicam as constituições religiosas: O Voto Mariano é uma promessa solene de dedicação sem reservas à Imaculada para sua total propriedade, feita a Deus durante a profissão religiosa, a fim de apressar a vinda do Reino de Cristo ao mundo; ele carrega consigo a obrigação de cumprir a mesma missão universal da Imaculada Medianeira.

## Atividades Apostólicas
As atividades apostólicas da Congregação concentram-se principalmente na mídia, incluindo publicações de livros e rádio. As Irmãs Franciscanas da Imaculada também têm postos missionários na África, na Ásia e na América do Sul, onde realizam uma ampla evangelização e cuidam dos pobres e necessitados.

## Formação
A formação das Irmãs Franciscanas da Imaculada compreende as seguintes etapas: aspirantado (cerca de 1 ano); postulantado (cerca de 1 ano); noviciado (1 ano); renovação temporária da profissão a cada ano (3–5 anos) e profissão perpétua.

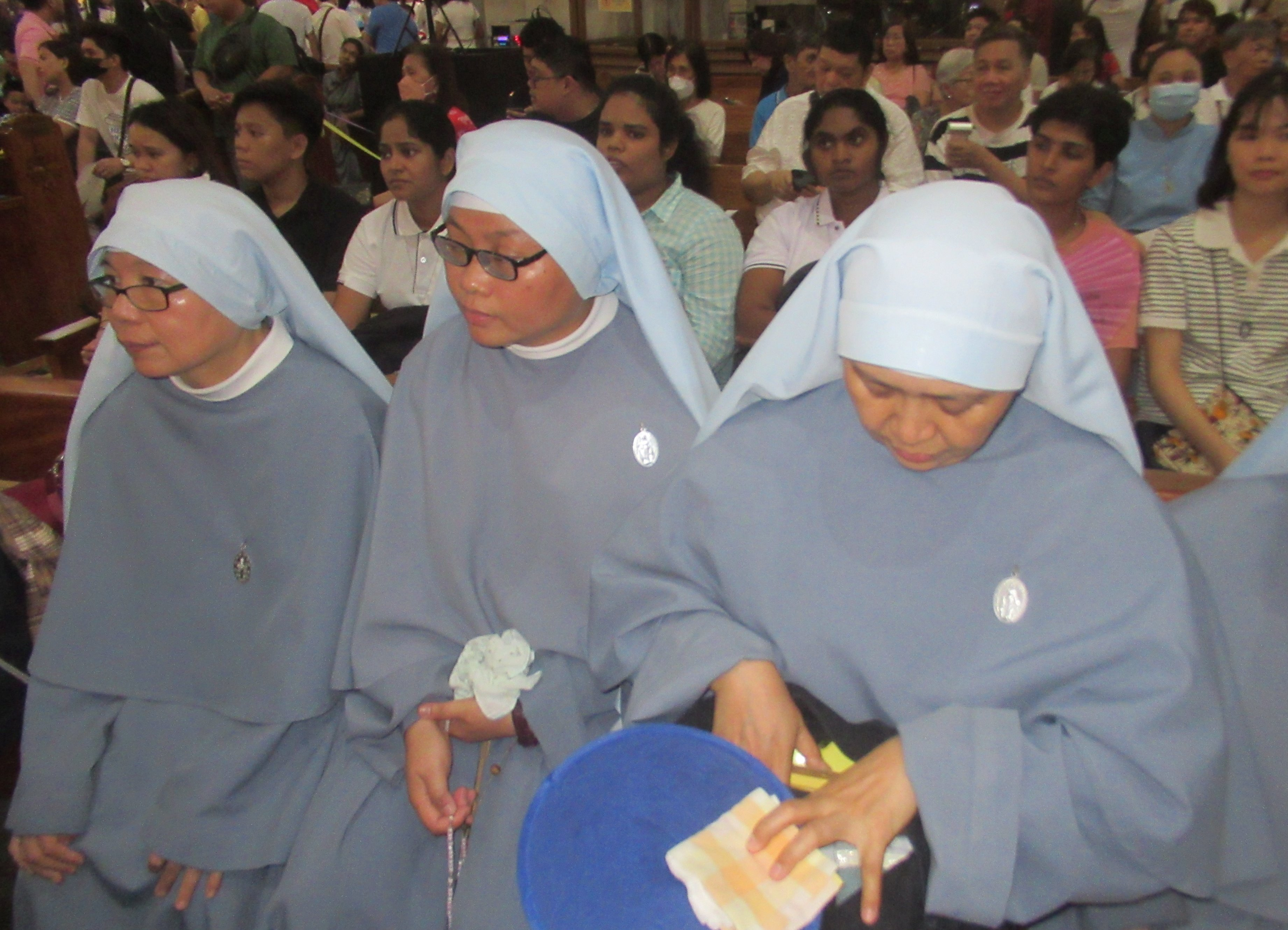
Irmãs Franciscanas da Imaculada, Filipinas

## Irmãs Franciscanas da Imaculada em países de língua inglesa
As Irmãs Franciscanas da Imaculada têm atualmente as suas comunidades em países de língua inglesa como as Filipinas, os EUA e a Grã-Bretanha.